# Кубок північноірландської ліги з футболу 1999—2000
Кубок північноірландської ліги 1999–2000 (англ. Co-operative Insurance Cup) — 14-й розіграш Кубка північноірландської ліги. Перемогу в кубку втретє поспіль здобув Лінфілд.

## Календар
| Раунд            | Дата                        | Матчі | Клуби   |
| ---------------- | --------------------------- | ----- | ------- |
| Попередній раунд | 25 січня - 2 лютого 2000    | 3     | 19 → 16 |
| 1/8 фіналу       | 25 січня - 29 лютого 2000   | 8     | 16 → 8  |
| 1/4 фіналу       | 23 лютого - 14 березня 2001 | 4+1   | 8 → 4   |
| 1/2 фіналу       | 21-22 березня 2000          | 2     | 4 → 2   |
| Фінал            | 18 квітня 2000              | 1     | 2 → 1   |

## Попередній раунд
| Команда 1             | Рахунок      | Команда 2            |
| --------------------- | ------------ | -------------------- |
| 25 січня 2000         |              |                      |
| Інститут (2)          | 0:1          | Арма Сіті (2)        |
| Каррік Рейнджерс (2)  | 1:3 дч       | Лімаваді Юнайтед (2) |
| 2 лютого 2000         |              |                      |
| Балліклер Комрадс (2) | 1:1 пен. 3:2 | Данганнон Свіфтс (2) |

## 1/8 фіналу
| Команда 1          | Рахунок      | Команда 2             |
| ------------------ | ------------ | --------------------- |
| 25 січня 2000      |              |                       |
| Крузейдерс         | 1:1 пен. 4:5 | Бангор (2)            |
| 2 лютого 2000      |              |                       |
| Балліміна Юнайтед  | 2:4          | Портадаун             |
| Кліфтонвілл        | 5:2          | Ардс (2)              |
| Ньюрі Таун         | 0:4          | Лінфілд               |
| 8 лютого 2000      |              |                       |
| Лісберн Дістіллері | 2:0          | Балліклер Комрадс (2) |
| Колрейн            | 3:1          | Гленавон              |
| 29 лютого 2000     |              |                       |
| Гленторан          | 3:0          | Ома Таун (2)          |
| Арма Сіті (2)      | 1:2 дч       | Лімаваді Юнайтед (2)  |

## 1/4 фіналу
| Команда 1            | Рахунок | Команда 2   |
| -------------------- | ------- | ----------- |
| 23 лютого 2000       |         |             |
| Портадаун            | 3:0     | Кліфтонвілл |
| 29 лютого 2000       |         |             |
| Лінфілд              | 4:2 дч  | Бангор (2)  |
| Лісберн Дістіллері   | 2:2     | Колрейн     |
| 14 березня 2000      |         |             |
| Лімаваді Юнайтед (2) | 3:1     | Гленторан   |

Перегравання
| Команда 1          | Рахунок | Команда 2 |
| ------------------ | ------- | --------- |
| 14 березня 2000    |         |           |
| Лісберн Дістіллері | 0:1     | Колрейн   |

## 1/2 фіналу
| Команда 1            | Рахунок | Команда 2 |
| -------------------- | ------- | --------- |
| 21 березня 2000      |         |           |
| Лімаваді Юнайтед (2) | 0:1     | Лінфілд   |
| 22 березня 2000      |         |           |
| Портадаун            | 0:2     | Колрейн   |

## Фінал
| 18 квітня 2000 |

| Колрейн | 0:4      | Лінфілд                                     |
| ------- | -------- | ------------------------------------------- |
|         | Протокол | Горман 6' Морган 21' Лармур 37' Макшейн 86' |

| Овал, Белфаст |